# Junction, Utah
Junction är administrativ huvudort i Piute County i Utah. Orten hade 191 invånare enligt 2010 års folkräkning.